# イオンタウン黒崎
イオンタウン黒崎 (イオンタウンくろさき) は、福岡県北九州市八幡西区にあるショッピングセンターである。
なお、当ページの店舗面積数値などの情報は、イオンタウンによって2014年 (平成26年) 9月3日に発表されたニュースリリースに準ずる。

## 概要
曲里スポーツゾーンの一部の跡地。北九州プリンスホテル閉館→ホテル事業者変更に伴うホテル周辺施設（曲里スポーツゾーン）跡再開発の一環として開業した。イオンタウンとしては福岡県での1号店となる。
規模はイオンタウン各施設の中でも比較的大型で、同じイオングループであるイオンモールと似た作りになっている。駐車場は地下と屋上の両方を備える。

### 沿革
- 2014年9月13日 - 開店。[要出典]

## 交通アクセス
- 黒崎駅前の黒崎バスセンターから西鉄バス40・42・53・75番系統、急行直方行きで「国道東曲里町」すぐ
- 黒崎バスセンターより北九州市交通局51・52・53番系統、及び西鉄バス82番系統、急行八幡西郵便局行きで「御手洗公園前」徒歩5分

## 周辺の施設・店舗
- ホテルクラウンパレス北九州（旧・プリンスホテル）
- ハローデイ黒崎店
- DCM黒崎店（プリンスホテル周辺施設（曲里スポーツゾーン）跡地）
- エディオン八幡黒崎店（同上）
- 黒崎テクノプラザ
- 北九州市立八幡西図書館
- 黒崎ひびしんホール
- サンリブ黒崎
- コムシティ・八幡西区役所

#### 広報資料・プレスリリースなど一次資料
1. ↑  “イオンタウン黒崎 9月13日 (土) 午前9時グランドオープン 「!」を毎日発信し続ける、3世代の元気と活気の中心として” (PDF).   イオンタウン株式会社･マックスバリュ九州株式会社 (2014年9月3日). 2017年8月29日閲覧。[リンク切れ]
2. ↑  イオンタウン黒崎店アクセス 2015年7月6日閲覧